# Joseph Merhi (Bischof)
Joseph Merhi CML (* 18. Januar 1912 in Mreijat, Libanon; † 30. März 2006) war ein libanesischer Geistlicher und maronitischer Bischof von Kairo.

## Leben
Joseph Merhi trat der maronitischen Ordensgemeinschaft der Kongregation der libanesisch-maronitischen Missionare bei und empfing die Priesterweihe der mit der römisch-katholischen Kirche unierten maronitischen Kirche am 13. Juli 1936. 
1972 wurde er von Papst Paul VI. zum Bischof der Eparchie Kairo der Maroniten ernannt. Die Bischofsweihe spendete ihm am 26. August 1972 Pierre-Paul Kardinal Méouchi; Mitkonsekratoren waren Nasrallah Boutros Sfeir und Erzbischof Ignace Abdo Khalifé. 
Wie in seiner Kirche üblich, suchte er zur Vollendung seines 75. Lebensjahres um Versetzung in den Ruhestand nach. Dem Gesuch wurde 1989 stattgegeben.